# Giovan Battista Cungi
Giovan Battista Cungi (Sansepolcro, primo quarto del XVI secolo – non prima del 1592) è stato un pittore italiano.

## Biografia
Fratello di Leonardo Cungi e zio di Francesco, nacque a Sansepolcro nel primo quarto del XVI secolo. Nel 1538 è a Roma con Giorgio Vasari. Negli stessi anni lavora al servizio di Cristoforo Gherardi, con cui collabora tra l'altro alla decorazione del Castello Bufalini a San Giustino e del refettorio di San Michele in Bosco a Bologna. Nel 1542 a Venezia partecipa all'allestimento scenografico per una commedia di Pietro Aretino commissionata dai signori della Compagnia della Calza, e potrebbe aver contribuito alla decorazione del soffitto di Palazzo Corner Spinelli. Non si hanno altre notizie fino a una pala d'altare oggi scomparsa, probabilmente non anteriore al 1583, realizzata per la Chiesa di Santa Maria delle Grazie a Sansepolcro, mentre è del 1592 la Crocifissione con la Vergine e San Giovanni per la chiesa di San Lorenzo fuori Porta Romana, sempre nella città natale. Alla fase finale dell'attività risalgono anche una Circoncisione per la chiesa di Santa Maria a Selci Lama e la Presentazione al tempio conservata nel Museo civico di Sansepolcro. Sono inoltre attribuite a Giovan Battista Cungi opere oggi perdute come un Sant'Omobono realizzato per la chiesa di San Leo a Sansepolcro, una Madonna con angeli che era conservata presso la collezione Mancini di Città di Castello e una Concezione per la chiesa di Santa Maria Maddalena della stessa città, che potrebbe essere identificata come la Concezione e i santi Giuseppe, Caterina, Maria Maddalena, Francesco e Carlo Borromeo oggi al Museo civico di Sansepolcro, realizzata con Giovanni Battista Mercati. A Giovan Battista Cungi o al fratello Leonardo sono attribuiti anche un foglio con Adorazione dei pastori (Cabinet des Dessins del Museo del Louvre) e una Allegoria della Pazienza (Museo di belle arti di Bucarest).